# SAMOS 1
SAMOS 1 (ang. Satellite And Missile Observation Satellites) – pierwszy z amerykańskiej serii satelitów rozpoznawczych. Była to pierwsza generacja wywiadowczych satelitów fotograficznych, mających przesyłać zdjęcia drogą radiową. W wyniku awarii drugiego stopnia rakiety, misja nie doszła do skutku. Z powodu wycieku gazu silników korygujących, człon Agena A odpalił się w złym kierunku.

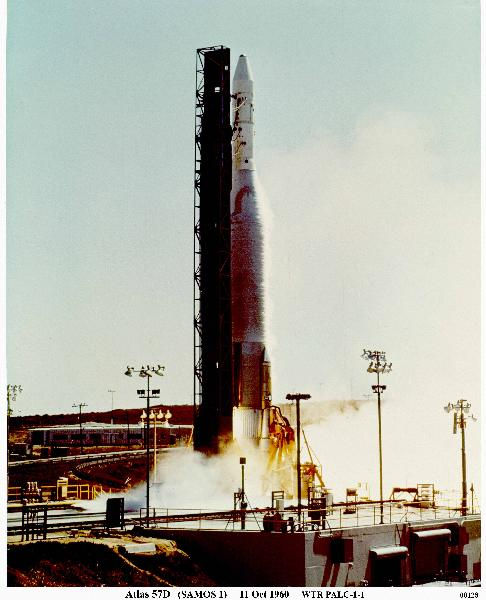
Moment nieudanego startu rakiety Atlas Agena A z satelitą SAMOS 1, 11 października 1960

System fotograficzny satelity, E-1, miał ogniskową o długości 1,83 m. Klatka filmu pokrywała obszar 161 km x 161 km. Rozdzielczość wynosiła około 30 m.
Satelita miał też prowadzić pewne pomiary naukowe. W skład wyposażenia naukowego wchodziły: detektor promieniowania kosmicznego, detektor mikrometeoroidów, próbnik plazmy. Na pokładzie znajdował się bliżej niezidentyfikowany ładunek naukowo-badawczy, Ferret F-1.